# Портсмут (Доминика)
Портсмут (англ. Portsmouth)— бывшая столица Доминики, административный центр округа Сент-Джон.
Население — 2977 человек (2001), это второй по населённости город страны.
Город расположен в северной части острова в месте впадения реки Индиан-Ривер в Карибское море на берегу небольшого залива. В 1760 году он стал центром колонии, но в течение года после вспышки малярии столицу перенесли в Розо. Находится примерно 18 км от г. Мариго.
В городе находится порт, также развит туризм, как морской отдых, так и для экскурсий в соседний национальный парк Кабритс.

## Галерея

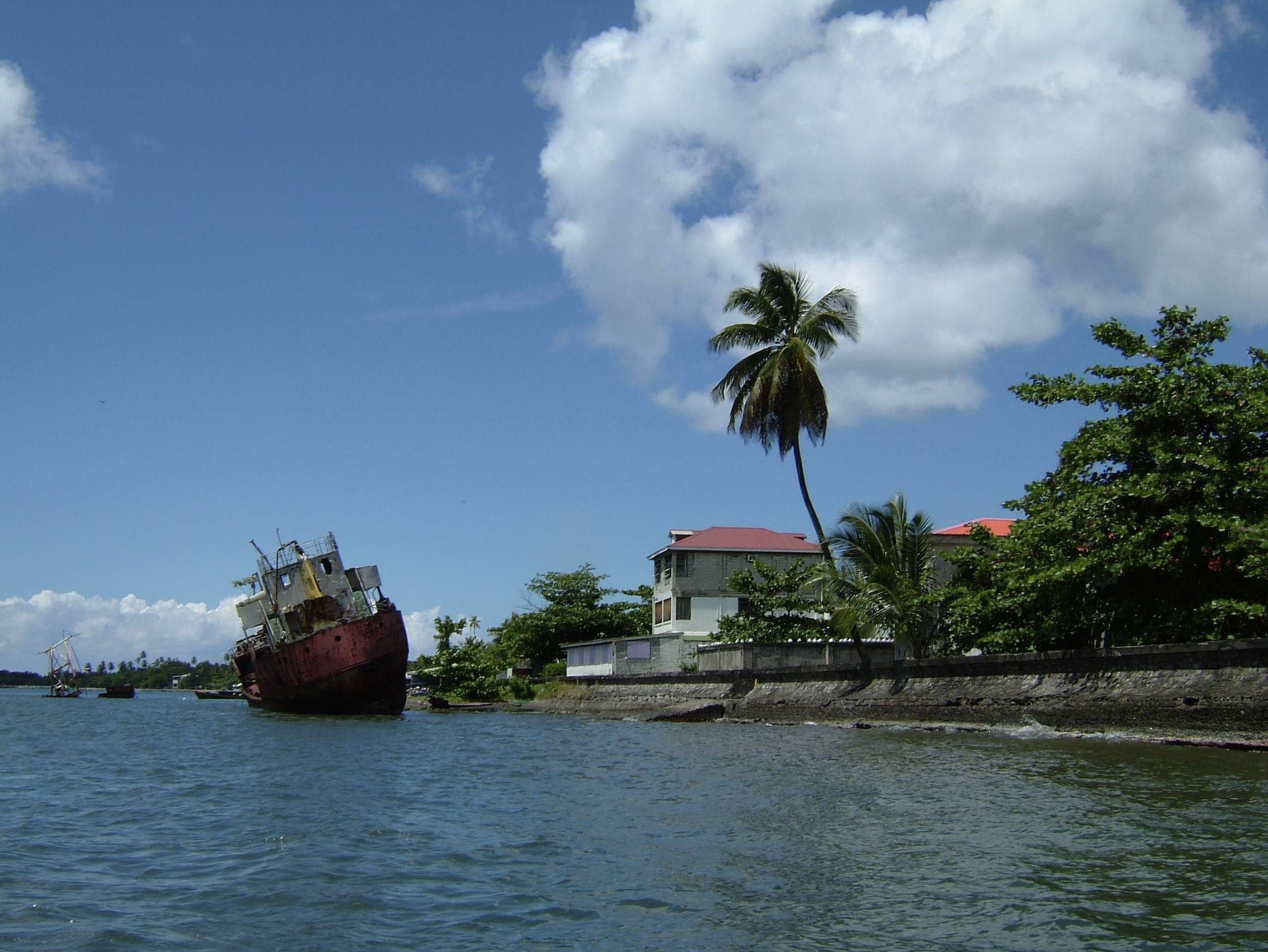
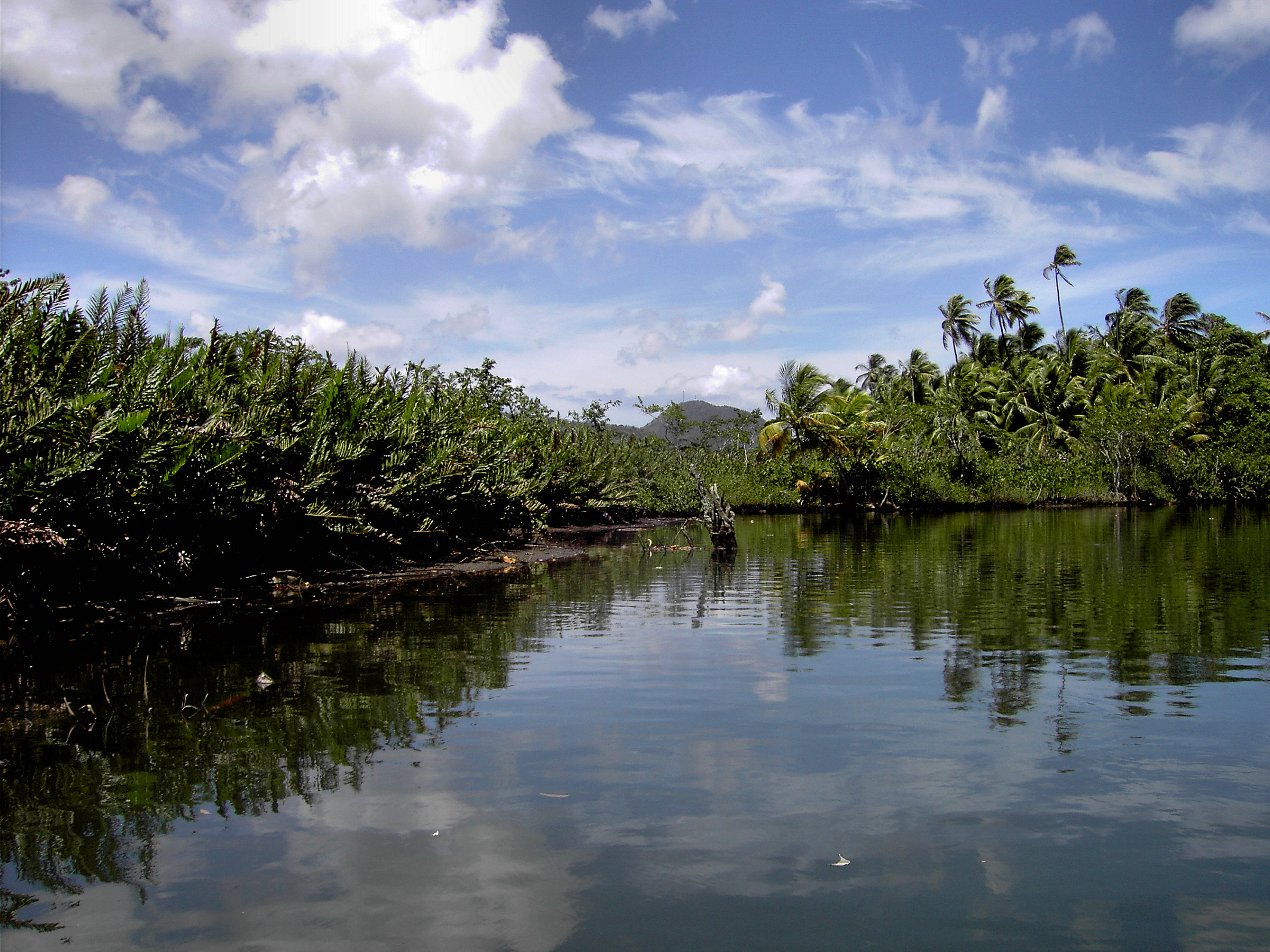
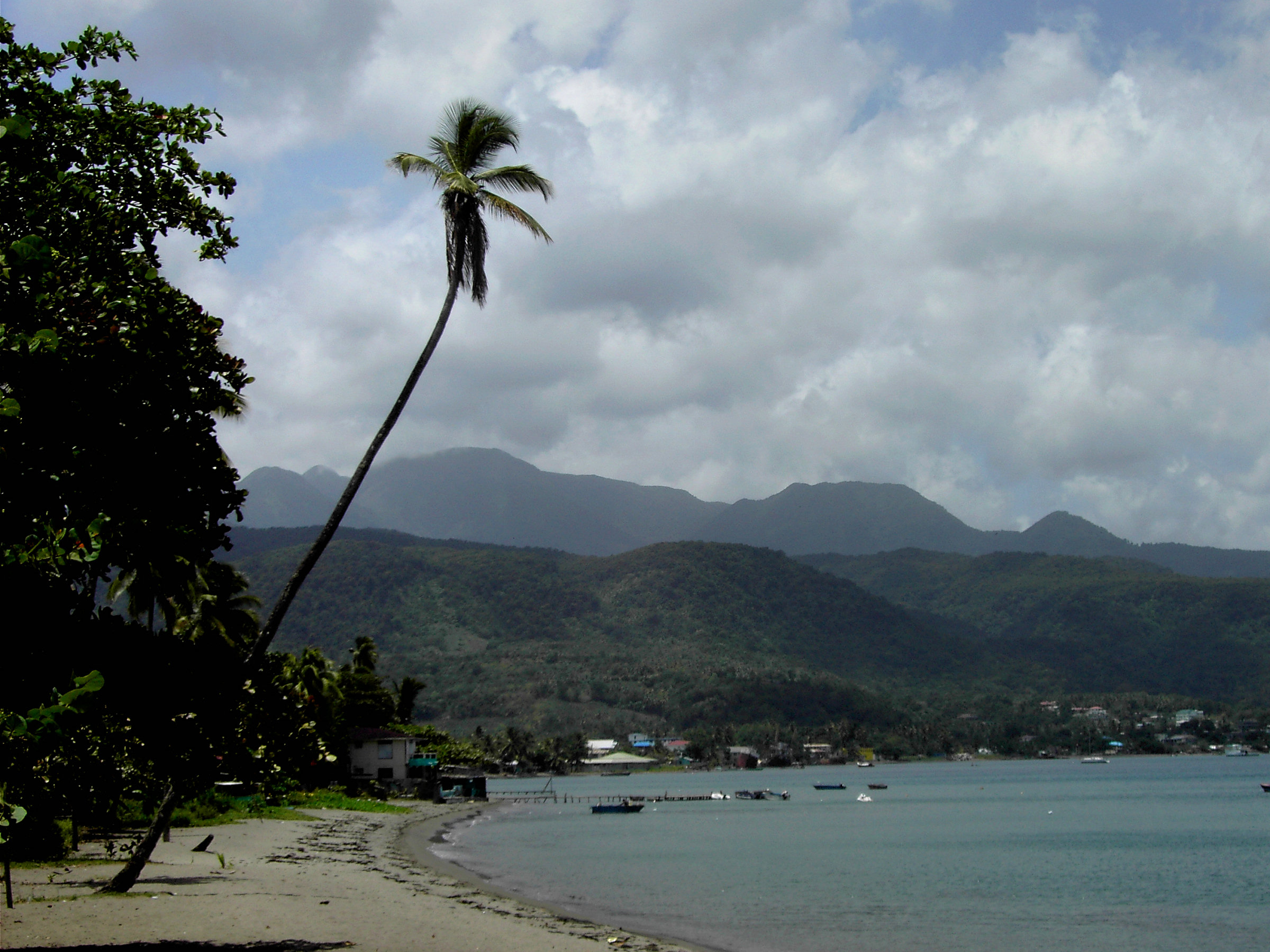
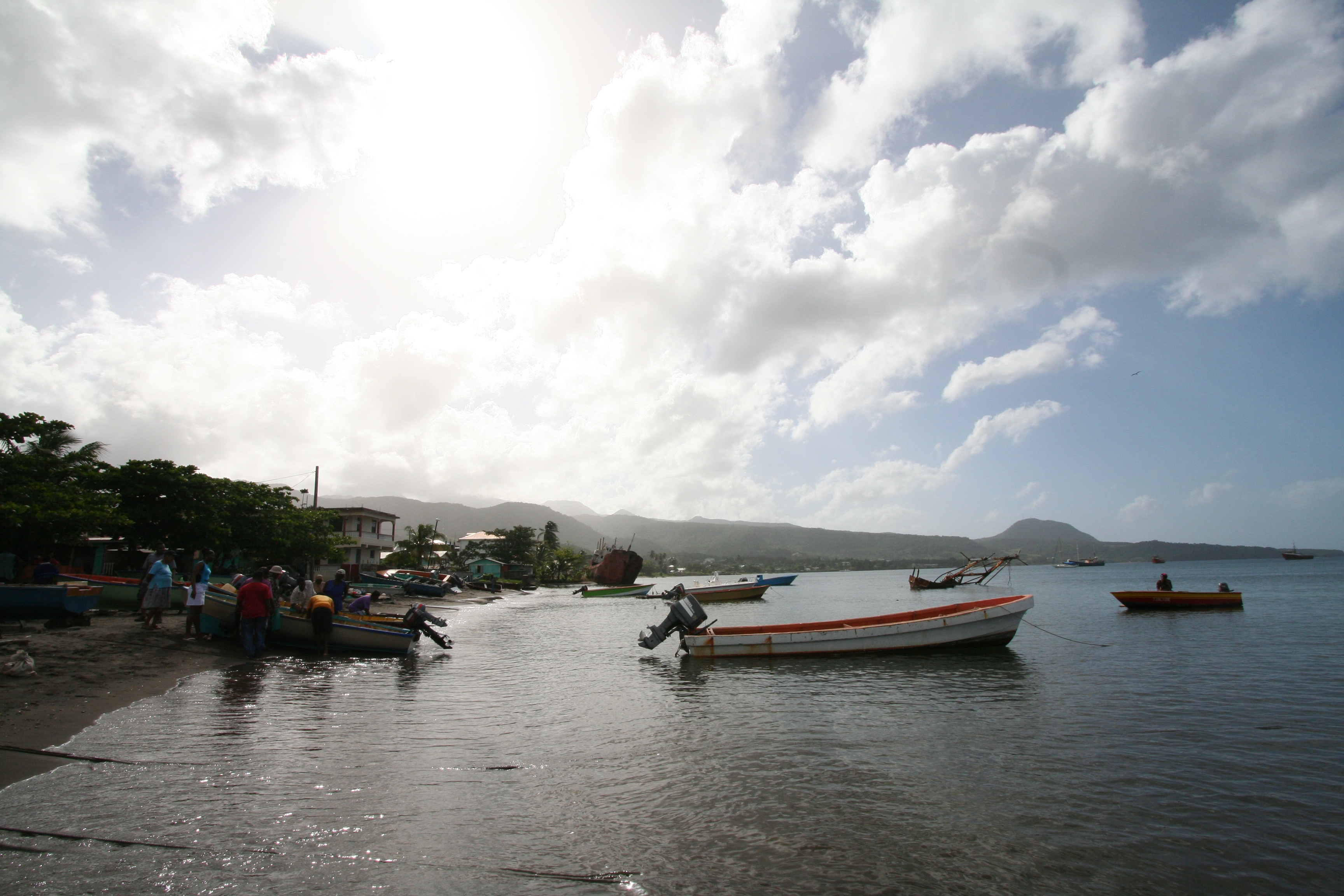